# Königin Luise (Schiff, 1934)
Die zweite Königin Luise der HAPAG war, wie ihre Namensvorgängerin von 1913, ein Seebäderschiff.
Sie ging im Zweiten Weltkrieg als Minenschiff der Kriegsmarine mit erheblichen Todesopfern verloren.

## Geschichte

### Seebäderschiff
Die HAPAG beschaffte zwischen den Weltkriegen drei neue Seebäderschiffe von über 2000 BRT Größe: zuerst die zweite Cobra 1926, dann die zweite Königin Luise und zuletzt 1939 die dritte Helgoland.  Der Stapellauf des zweiten Neubaus für den Seebäderdienst nach dem Ersten Weltkrieg fand am 10. April 1934 auf den Howaldtswerken in Hamburg statt, die Indienststellung im Sommer desselben Jahres.
Die Königin Luise war das erste vollgeschweißte Schiff der HAPAG. Sie war 93,5 Meter lang und 12,8 Meter breit. Das Schiff war mit 2.400 BRT vermessen. Zwei Schiffsdieselmotoren mit einer Gesamtleistung von 3.600 PS wirkten auf zwei Schrauben. Damit erreichte die Königin Luise eine Geschwindigkeit von 16 Knoten. Die Besatzung bestand aus 77 Mann. Das Schiff konnte 2.000 Passagiere befördern.
Bis auf wenige Ausnahmen wurde die Königin Luise im Ausflugsverkehr nach Helgoland eingesetzt. Ein derartiger Sondereinsatz war auch ab Mitte Dezember 1938 dreimal wöchentlich zwischen Key West, Florida, und Havanna (Kuba) geplant, um die Aufliegezeit im Winter zu verkürzen und Devisen zu verdienen. Diese Fahrten wurden wahrscheinlich unter dem Eindruck der „Reichskristallnacht“ von amerikanischer Seite storniert.

### Minenschiff
Die deutsche Kriegsmarine übernahm das Schiff im September 1939 und ließ es zum Minenschiff umrüsten und bewaffnen. Das Schiff war mit zwei 8,8-cm-Kanonen, einer 3,7-cm-Kanone und zwei 2-cm-Kanonen bestückt und konnte ungefähr 240 Minen transportieren.
Im April 1940 kam die Königin Luise bei der Verminung von Kattegat und Skagerrak zum Einsatz. Anfang 1941 war sie in Stavanger stationiert und verlegte defensive Minensperren im Verband der Minenschiffgruppe Nord (Fregattenkapitän Hans-Caspar von Schönermark) mit den Minenschiffen Tannenberg, Hansestadt Danzig und der ehemals norwegischen Brummer. Am 22./23. Februar 1941 verlegte sie von Bergen aus mit der Brummer und der inzwischen auch nach Norwegen verlegten Cobra, gesichert durch die 5. Minensuchflottille, die Minensperre 23 »Swine« als dritten Teil der Nordverlängerung der „Westwall“-Sperren im Seegebiet zwischen den Shetlandinseln und dem Krossfjord. Am 6./7. März wurde im gleichen Verband noch die Minensperre 24 »Wollin« ca. 50 sm östlich der Shetlands als nördlichster Teil der verlängerten »Westwall«-Sperren gelegt. Nach einem weiteren Einsatz mit der Cobra am 10./11. März ging die Königin Luise in die Werft.
Nach der Überholung wurde sie in die Ostsee verlegt. Als 3. Einsatzgruppe verlegte sie mit den Minenschiffen Kaiser und Cobra am 12. Juni von Gotenhafen in die finnischen Schären. Am 21./22. Juni legte die Gruppe 3 unter Korvettenkapitän d. R. Dr. Ing. Brill, gesichert von sechs Booten der 1. Schnellboot-Flottille und fünf Booten der 5. Räumbootsflottille, zwischen Kallbada-Grund und Pakerort die Sperre »Corbetha« (400 EMC und 700 Sprengbojen). Am 8. August begann die Gruppe dann mit der Verlegung der Juminda-Sperren, unterstützt von den vorgenannten Flottillen und zwei finnischen Minenlegern. Dazu wurden über 1.300 Minen verlegt.
Nach Verlegung einer weiteren Sperre von 86 EMC-Minen lief das Schiff unter Kapitänleutnant d. R. Wünning auf dem Rückmarsch nach Entlassung des finnischen Minensuchgeleits in der Nähe von Helsinki am 25. September 1941 auf eine sowjetische Mine und sank auf 60° 0′ 50″ N, 24° 59′ 2″ O innerhalb weniger Minuten. 40 Seeleute kamen dabei ums Leben. Die hohe Zahl der Toten war zum Teil eine Folge des sofortigen Ausfalls der Funkanlage des Schiffes nach dem Minentreffer, wodurch Hilfe nicht sofort herbeigerufen werden konnte.

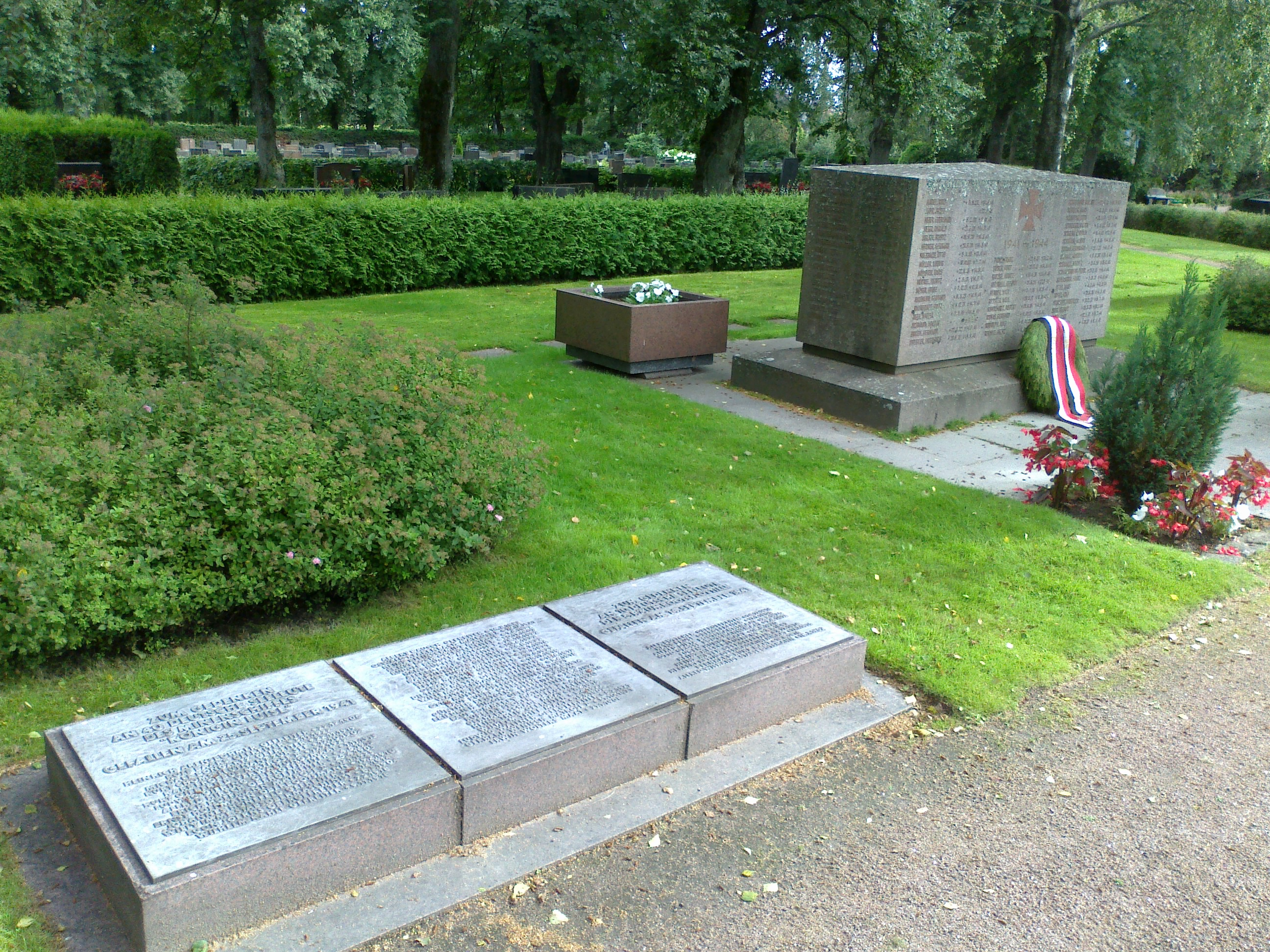
Friedhof Hietaniemi, Helsinki.
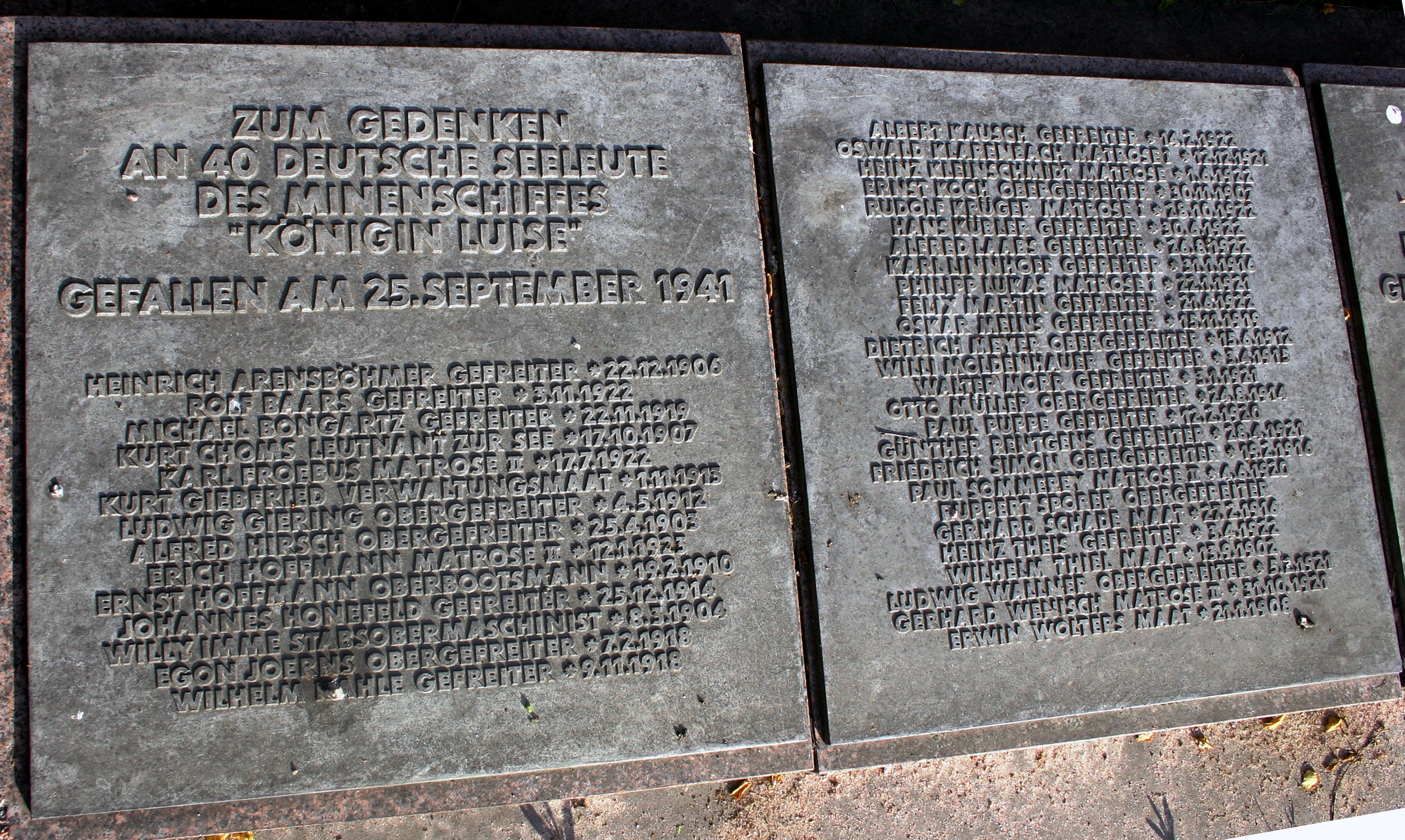
Gedenkstein für die 40 Toten. Friedhof Hietaniemi.